# Dorcadion pygmaeum
Dorcadion pygmaeum är en skalbaggsart som beskrevs av Stefan von Breuning 1947. Dorcadion pygmaeum ingår i släktet Dorcadion och familjen långhorningar. Inga underarter finns listade i Catalogue of Life.